# Em Cada Canto Um Samba
Em Cada Canto um Samba é o primeiro álbum da cantora brasileira de samba Ju Moraes. O álbum foi lançado em download digital no dia 21 de abril de 2014 e o CD e DVD lançados no dia 22 de abril de 2014.

## Lista de Faixas

### CD
| N.º | Título                                      | Duração |  |
| 1.  | "Na Palma da Mão"                           | 4:19    |  |
| 2.  | "Aquela"                                    | 4:53    |  |
| 3.  | "A Menina Dança"                            | 3:36    |  |
| 4.  | "Samba Rock Com Dendê" (com Claudia Leitte) | 3:09    |  |
| 5.  | "Mulher No Samba"                           | 4:00    |  |
| 6.  | "Todavia (Todavia)" (com Carlinhos Brown)   | 3:55    |  |
| 7.  | "Vai"                                       | 4:12    |  |
| 8.  | "Colar de Guia"                             | 3:07    |  |
| 9.  | "Em Cada Canto um Samba"                    | 4:21    |  |
| 10. | "Floresceu Jardim"                          | 4:13    |  |

### DVD
| N.º | Título                                      | Duração |  |
| 1.  | "Na Palma da Mão"                           |         |  |
| 2.  | "Aquela"                                    |         |  |
| 3.  | "A Menina Dança"                            |         |  |
| 4.  | "Samba Rock Com Dendê" (com Claudia Leitte) |         |  |
| 5.  | "Mulher No Samba"                           |         |  |
| 6.  | "Todavia (Todavia)" (com Carlinhos Brown)   |         |  |
| 7.  | "Vai"                                       |         |  |
| 8.  | "Colar de Guia"                             |         |  |
| 9.  | "Em Cada Canto um Samba"                    |         |  |